# 김학래 (희극인)
김학래(한국 한자: 金學來, 1954년 9월 21일 (음력 8월 25일) ~ )는 대한민국의 희극인이자 방송인이다.
1977년에 홍익대학교 정밀기계공학과를 졸업하였으며, 1979년에 홍익대학교 대학원 정밀기계공학과를 졸업하였고, 그 후 건국대학교 경영대학원을 졸업하였다.
1977년에 한국방송공사 라디오 특채로 데뷔하였으며, 다수의 코미디 프로 및 아동 영화에 출연하였다. 배우자는 역시 코미디언인 임미숙이다. 종교는 장로교(합동)이다.
현재는 아내와 함께 중식당인 차이나 린찐을 운영하고 있다.

## 학력
- 신사국민학교 (졸업)
- 천남중학교 (졸업)
- 대신고등학교 (졸업)
- 홍익대학교 정밀기계공학과 (졸업)
- 홍익대학교 대학원 정밀기계공학과 (졸업)
- 건국대학교 경영대학원 경영학과 (졸업)

## 출연작

### 방송
- 《유머 1번지》 (KBS 2TV) - 회장님 회장님 우리 회장님, 괜찮아유.
- 《쇼 비디오 자키》 (KBS 2TV) - 네로 25시, 벤허의 후보들.
- 《퀴즈탐험 신비의 세계》 (KBS 2TV) - 게스트
- 《가족오락관》 (KBS 2TV, KBS 1TV) - 게스트 다수 출연
- 《쇼! 행운열차》 (KBS 2TV)
- 《알뜰살림 장만 퀴즈》 (SBS) (아내 임미숙과 같이 진행)
- 《코미디 전망대》 (SBS) (지구촌 25시)
- 《전국주부대항퀴즈》 (SBS)
- 《웃으면 좋아요》 (SBS)
- 《강연 100℃》 (KBS 1TV) - 40회 (2013년 4월 21일)
  - 강연주제 : 실패에는 이유가 있다
  - 공감온도 : 93℃
- 《아침마당》 (나의 두 번째 짝을 찾습니다 (화요초대석) (KBS 1TV)
- 《세바퀴》 (MBC)
- 《아내가 뿔났다》 (채널A) - 특별출연
- 《TV는 사랑을 싣고》 (KBS 1TV) - 특별출연
- 《1호가 될 순 없어》 (JTBC) - 게스트
- 《밥은 먹고 다니냐》 (SBS Plus) - 게스트
- 《옥탑방의 문제아들》 (KBS 2TV) - 게스트 (with, 임미숙)

### MBC
- 2009년 《살맛 납니다》
- 2013년 《빛나는 로맨스》 - 생선가게 직원 역

### SBS
- 2014년~2015년 《피노키오》 - 사진사 역 (특별출연)

### 영화
- 1993년 《에스퍼맨과 우뢰매 8》
- 1991년 《칙칙이의 내일은 챔피언》
- 1991년 《007 폭소대작전》
- 1989년 《영구와 땡칠이》 ... 늑대 역
- 1987년 《우뢰매 4탄 썬더V 출동》 ... 오 박사 역
- 1987년 《외계에서 온 우뢰매 전격 쓰리 작전》 ... 오 박사 역

### CF
- 1986년 농심 농심 통라면
- 1987년 청보식품 청보 깨꿍 스낵 - 김형곤, 엄용수, 이성미와 함께 출연.
- 1987년 동아제약 판피린 에스 - 엄용수와 함께 출연.
- 1988년 모나미 모나미 샤프심 - 엄용수와 함께 출연.
- 1988년 모나미 모나미 무지개 볼펜 - 엄용수와 함께 출연.
- 1996년 일양약품 파마킬
- 1996년 롯데제과 롯데 군고구마, 옥수수 - 최양락과 함께 출연.
- 1997년 삼도하이네트 후지우동
- 1999년 안양 해물탕
- 2010년 2580-2580 대리운전 - 임미숙과 함께 출연.

## 홍보대사
- 2007년 노란우산공제 명예홍보대사
- 2008년 흥타령축제 홍보대사
- 2013년 천안 국제웰빙식품엑스포 홍보대사
- 2016년 안양만안경찰서 안매켜소 홍보대사

## 에피소드
- 김학래와 임미숙이 결혼한 것에는 사연이 있었다.[2] 사실 코미디언 조금산이 임미숙을 그렇게나 짝사랑했었는데 당시 임미숙은 최양락과 같이 네로 25시에 주연으로 출연할 정도로 코미디언으로서 가장 높은 인기를 구가하고 있던 반면에 조금산은 무명 코미디언이었다. 하지만, 조금산은 임미숙과 사귀고 싶어했고 친분이 있던 김학래에게 그의 짝사랑에 대한 상담을 했었다. 김학래는 임미숙을 만나 조금산에 대해 이야기했고 김학래는 두 사람을 연결시켜 주려고 했으나, 되려 임미숙은 김학래와 연애를 하게 되었고 이렇게 이어진 인연은 결혼까지 이어졌다.[3] 결국 김학래와 임미숙을 이어준 사람은 조금산이었다.
- 김학래 - 임미숙 부부는 가수 현진영을 다잡아 준 것으로 알려져 있다.[4]

## 같이 보기
- 전유성
- 김병조
- 임하룡
- 이홍렬
- 이용식
- 이재포
- 이상운
- 주병진
- 김정렬
- 김한국
- 최양락
- 이봉원
- 심형래
- 이경래
- 이경규
- 김용만
- 김수용
- 박수홍
- 강호동
- 유재석
- 박명수
- 김국진
- 남희석
- 최승경
- 지석진
- 황기순
- 박준형
- 정종철